# Yao Jing
Yao Jing (xinès simplificat: 姚敬, pinyin: Yáo Jìng; Ningbo, abril de 1969) és un diplomàtic xinés, que exerceix com a ambaixador de la Xina a Espanya i Andorra des de 2023. Anteriorment, va exercir com ambaixador xinés a l'Afganistan entre 2015 i 2017 i ambaixador xinés al Pakistan entre 2017 i 2020.

## Biografia
Nascut l'abril de 1969, Yao va entrar al Ministeri d'Afers Exteriors el 1991. Va ocupar diversos càrrecs al Ministeri d'Afers Exteriors fins que va ser nomenat ambaixador de la Xina a l'Afganistan l'octubre de 2015. L'11 d'octubre de 2017, el president de l'Afganistan, Ashraf Ghani, li va atorgar la medalla "Said Dzemarudin Afghani" pels seus esforços per promoure les relacions bilaterals entre la Xina i l'Afganistan. El 14 de desembre de 2017, va ser nomenat i després aprovat pel 12 Comitè Permanent de l'Assemblea Popular Nacional com a ambaixador xinés al Pakistan, en substitució de Sun Weidong.
El gener de 2021, va ser nomenat director de l'Oficina d'Afers Exteriors del Govern Popular de la Regió Autònoma Uigur de Xinjiang.